# Земляки (альманах)
«Земляки́» — литературный альманах, выпускающийся нижегородским издательством «Книги» с 2004 года. Редактор-издатель альманаха — Олег Рябов. Редактор — Андрей Иудин.

## История
Первый выпуск альманаха «Земляки» вышел в свет в 2004 году, восстанавливая традиции ранее издававшихся «Волжского альманаха» и альманаха «Современники». В альманах прозы, поэзии, литературной критики и материалов по истории писательского сообщества включены произведения нижегородских писателей, а также нижегородцев, живущих в России и за границей; предисловие к изданию написал его составитель Валерий Шамшурин.
Во втором выпуске альманаха опубликовано творчество нижегородских писателей, посвящённое 60-летию Победы. Основа третьего выпуска — произведения участников областного семинара молодых литераторов, состоявшегося осенью 2005 г. Значительное место в четвёртом выпуске также отведено молодым поэтам и прозаикам — участникам областного семинара и творческих встреч под Москвой и в Щелыкове.
В дальнейшем авторами альманаха, отличающегося жанровым разнообразием и актуальностью публикаций, стали не только нижегородцы, но и литераторы из других регионов России.
За годы издания альманаха его авторами стали многие заслуженные писатели, деятели науки и культуры: Ефим Гаммер, Елена Крюкова, Валентин Николаев, Захар Прилепин, Олег Рябов, Евгений Эрастов, Валерий Шамшурин и др.. Альманах получает положительные отзывы и критику.
24 декабря 2009 года альманах «Земляки» зарегистрирован Роскомнадзором как СМИ.
В 2010 году альманах «Земляки» признан социально значимым проектом в сфере периодической печати, а издательство «Книги» вошло в список получателей государственных субсидий. Государственная поддержка была оказана изданию и в последующем, в том числе целенаправленно в 2015 году, который вошёл в историю страны как «Год литературы».
На XVII Международной выставке «СМИ в Беларуси» в 2013 году была достигнута договорённость о публикации произведений белорусских авторов в нижегородском литературном альманахе «Земляки» и нижегородских литераторов в белорусских изданиях.
в 2016 году альманах «Земляки» вошёл в рейтинговый список издательских проектов по итогам экспертизы, проведённой членами издательского совета Нижегородской области.
Альманах «Земляки» является площадкой для конкурсных публикаций в рамках Межрегионального слёта молодых литераторов и национального проекта «Культура».
По состоянию на июль 2019 года издано двадцать шесть номеров альманаха.